# Mirocice (Kołobrzeg)
Mirocice (niem. Bullenwinkel) – dawna wieś, obecnie niezamieszkana część Kołobrzegu. Leży 3 km na południowy wschód od centrum miasta, wzdłuż torów kolejowych. Brak zabudowy. W potocznym języku wśród powojennych kołobrzeżan przetrwała spolszczona nazwa wsi Bulenwinkowo.
Po wojnie samodzielna wieś i gromada Mirocice w gminie Dygowo w powiecie kołobrzeskim w województwie koszalińskim. Od 1954 w gromadzie Niekanin, a po jej zniesieniu 31 grudnia 1959 w gromadzie Kołobrzeg. 1 stycznia 1972 włączone do Kołobrzegu.
W 1945 roku miejscowość została spustoszona przez wojska radzieckie i polskie. Następnie po wysiedleniu ludności niemieckiej, służyła celom Wojska Polskiego.
W pobliżu leży Uzdrowiskowy Zakład Górniczy w Kołobrzegu.